# Okręgowe ligi polskie w piłce nożnej (1932)

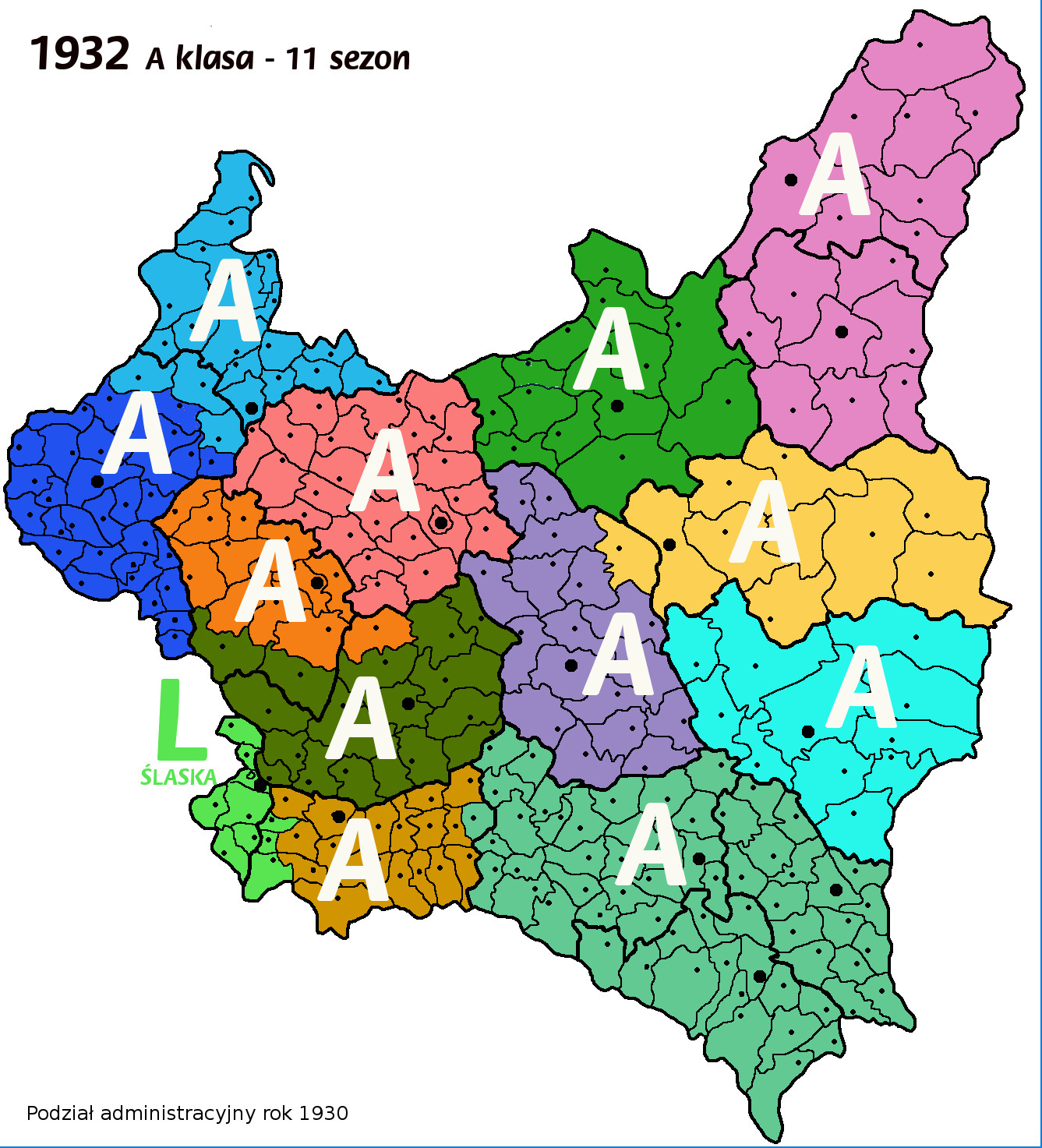
1932 rok A klasa

Okręgowe rozgrywki w piłce nożnej w sezonie 1932 odbywały się w 13 okręgach, a ich najwyższym poziomem była klasa A. Mistrzowie okręgów spotykali się w eliminacjach walcząc o awans do Ligi.
| Poziomy rozgrywkowe w sezonie 1932 | Poziomy rozgrywkowe w sezonie 1932 | Poziomy rozgrywkowe w sezonie 1932 | Poziomy rozgrywkowe w sezonie 1932 |
| Rozgrywki                          | P                                  | Nazwa                              | Nazwa                              |
| ---------------------------------- | ---------------------------------- | ---------------------------------- | ---------------------------------- |
| Centralne                          | I                                  | Liga                               | Liga                               |
| Okręgowe (13 okręgów)              | II                                 | A Klasa (12 okręgów)               | Liga Śląska (1 okręg)              |
| Okręgowe (13 okręgów)              | III                                | B klasa                            | A klasa                            |
| Okręgowe (13 okręgów)              | IV                                 | C klasa                            | B klasa                            |
| Okręgowe (13 okręgów)              | V                                  |                                    | C klasa                            |

## Rozgrywki okręgowe

### Mistrzostwa Klasy A Białostockiego OZPN
- mistrz: WKS 76 pp Grodno

| Poz. | Drużyna               | M  | Z  | R | P  | Bramki | Punkty |
| ---- | --------------------- | -- | -- | - | -- | ------ | ------ |
| 1    | WKS 76 PP Grodno      | 14 | 13 | 0 | 1  | 55-14  | 26     |
| 2    | Jagiellonia Białystok | 14 | 11 | 1 | 2  | 47-22  | 23     |
| 3    | Makabi Grodno         | 14 | 6  | 3 | 5  | 23-20  | 15     |
| 4    | ŻKS Białystok         | 14 | 6  | 1 | 7  | 24-34  | 13     |
| 5    | Kraft Grodno          | 14 | 6  | 0 | 8  | 18-37  | 12     |
| 6    | Cresovia Grodno       | 14 | 4  | 1 | 9  | 21-25  | 9      |
| 7    | Makabi Suwałki        | 14 | 3  | 2 | 9  | 21-35  | 8      |
| 6    | Makabi Białystok      | 14 | 2  | 2 | 10 | 13-35  | 6      |

- WKS 42 PP przekształcił się w klub BKS Jagiellonia Białystok
- Do klasy B spadł zespół Makabi Białystok, awansował Hapoel Białystok.

### Mistrzostwa Klasy A Kieleckiego OZPN
- mistrz: Warta Zawiercie

### Mistrzostwa Klasy A Krakowskiego OZPN
- mistrz: Podgórze Kraków

### Mistrzostwa Klasy A Lubelskiego OZPN
- mistrz: WKS Unia Lublin

GRUPA LUBELSKA
| Poz. | Drużyna           | M | Z    | R    | P    | Bramki | Punkty |
| ---- | ----------------- | - | ---- | ---- | ---- | ------ | ------ |
| 1    | WKS Unia Lublin   | 6 | b.d. | b.d. | b.d. | b.d.   | b.d.   |
| 2    | AZS Lublin        | 6 | b.d. | b.d. | b.d. | b.d.   | b.d.   |
| 3    | WKS 7 PP Chełm    | 6 | b.d. | b.d. | b.d. | b.d.   | b.d.   |
| 4    | Hakoah Lublin (b) | 6 | b.d. | b.d. | b.d. | b.d.   | b.d.   |

- Spadek Hakoah Lublin, awans z klasy B WKS Dęblin.

GRUPA SIEDLECKA
| Poz. | Drużyna                  | M | Z    | R    | P    | Bramki | Punkty |
| ---- | ------------------------ | - | ---- | ---- | ---- | ------ | ------ |
| 1    | WKS 9 PAC Siedlce        | 6 | b.d. | b.d. | b.d. | b.d.   | b.d.   |
| 2    | WKS 22 PP Siedlce II (b) | 6 | b.d. | b.d. | b.d. | b.d.   | b.d.   |
| 3    | Strzelec Siedlce (b)     | 6 | b.d. | b.d. | b.d. | b.d.   | b.d.   |
| 4    | TUR Siedlce              | 6 | b.d. | b.d. | b.d. | b.d.   | b.d.   |

- Spadek TUR Siedlce, nikt nie awansował do grupy Siedleckiej.

MECZ O AWANS DO ELIMINACJI

Baraże zwyciężyła WKS Unia Lublin: WKS 9 PAC Siedlce (brak wyniku).

### Mistrzostwa Klasy A Lwowskiego OZPN
- mistrz: Polonia Przemyśl

GRUPA I
| Poz. | Drużyna          | M  | Z    | R    | P    | Bramki | Punkty | Uwagi             |
| ---- | ---------------- | -- | ---- | ---- | ---- | ------ | ------ | ----------------- |
| 1    | Polonia Przemyśl | 10 | b.d. | b.d. | b.d. | 30-18  | 14     | grupa mistrzowska |
| 2    | Świteź Lwów      | 10 | b.d. | b.d. | b.d. | 26-26  | 14     | grupa mistrzowska |
| 3    | Lechia Lwów (s)  | 10 | b.d. | b.d. | b.d. | 22-20  | 11     |                   |
| 4    | Resovia Rzeszów  | 10 | b.d. | b.d. | b.d. | 18-21  | 8      |                   |
| 5    | Hasmonea Lwów    | 10 | b.d. | b.d. | b.d. | 20-24  | 8      | grupa spadkowa    |
| 6    | Pogoń 1b Lwów    | 10 | b.d. | b.d. | b.d. | 28-35  | 11     | grupa spadkowa    |

GRUPA II
| Poz. | Drużyna              | M  | Z    | R    | P    | Bramki | Punkty | Uwagi             |
| ---- | -------------------- | -- | ---- | ---- | ---- | ------ | ------ | ----------------- |
| 1    | Rewera Stanisławów   | 12 | b.d. | b.d. | b.d. | 22-7   | 19     | grupa mistrzowska |
| 2    | Drugi Sokół Lwów     | 12 | b.d. | b.d. | b.d. | 28-19  | 17     | grupa mistrzowska |
| 3    | Ukraina Lwów         | 12 | b.d. | b.d. | b.d. | 26-12  | 16     |                   |
| 4    | Oldboye Lwów (b)     | 11 | b.d. | b.d. | b.d. | 18-19  | 11     |                   |
| 5    | Pogoń Stryj          | 11 | b.d. | b.d. | b.d. | 19-26  | 8      |                   |
| 6    | Biały Orzeł Lwów (b) | 12 | b.d. | b.d. | b.d. | 21-27  | 6      | grupa spadkowa    |
| 7    | Czarni 1b Lwów       | 10 | b.d. | b.d. | b.d. | 7-31   | 3      | grupa spadkowa    |

- Przed sezonem decyzją LOZPN bezpośredni awans z C klasy uzyskał zespół Oldboye Lwów.

GRUPA MISTRZOWSKA

| Poz. | Drużyna            | M | Z    | R    | P    | Bramki | Punkty | Uwagi               |
| ---- | ------------------ | - | ---- | ---- | ---- | ------ | ------ | ------------------- |
| 1    | Polonia Przemyśl   | 6 | 6    | 0    | 0    | 25-4   | 12     | awans do eliminacji |
| 2    | Rewera Stanisławów | 6 | b.d. | b.d. | b.d. | 9-12   | 6      |                     |
| 3    | Drugi Sokół Lwów   | 6 | b.d. | b.d. | b.d. | 11-10  | 5      |                     |
| 4    | Świteź Lwów        | 6 | b.d. | b.d. | b.d. | 8-27   | 1      |                     |

GRUPA SPADKOWA

| Poz. | Drużyna              | M | Z    | R    | P    | Bramki | Punkty | Uwagi  |
| ---- | -------------------- | - | ---- | ---- | ---- | ------ | ------ | ------ |
| 1    | Biały Orzeł Lwów (b) | 6 | 5    | 1    | 0    | 16-2   | 11     |        |
| 2    | Pogoń 1b Lwów        | 6 | b.d. | b.d. | b.d. | 9-5    | 7      |        |
| 3    | Hasmonea Lwów        | 6 | b.d. | b.d. | b.d. | 9-9    | 6      |        |
| 4    | Czarni 1b Lwów       | 6 | 0    | 0    | 6    | 0-18   | 0      | spadek |

- Czarni 1b Lwów drużyna wycofała się z rywalizacji, przyznano walkowery.
- Spadek do B klasy Czarni 1b Lwów, awans Ognisko Jarosław.

### Mistrzostwa Klasy A Łódzkiego OZPN
- mistrz: ŁTSG Łódź

### Mistrzostwa Klasy A Poleskiego OZPN
- mistrz: WKS 4 dsp Brześć

### Mistrzostwa Klasy A Pomorskiego OZPN
- mistrz: Polonia Bydgoszcz

| Poz. | Drużyna                   | M  | Z    | R    | P    | Bramki | Punkty |
| ---- | ------------------------- | -- | ---- | ---- | ---- | ------ | ------ |
| 1    | Polonia Bydgoszcz         | 10 | b.d. | b.d. | b.d. | b.d.   | b.d.   |
| 2    | Olimpia Grudziądz         | 10 | b.d. | b.d. | b.d. | b.d.   | b.d.   |
| 3    | Sokół I Bydgoszcz         | 10 | b.d. | b.d. | b.d. | b.d.   | b.d.   |
| 4    | Gryf Toruń                | 10 | b.d. | b.d. | b.d. | b.d.   | b.d.   |
| 5    | PePeGe Grudziądz          | 10 | b.d. | b.d. | b.d. | b.d.   | b.d    |
| 6    | SKS Starogard Gdański (b) | 10 | b.d. | b.d. | b.d. | b.d.   | b.d.   |

- Spadek SKS Starogard Gdański, z klasy B awansował Kabel Polski Bydgoszcz, Goplania Inowrocław.

### Mistrzostwa Klasy A Poznańskiego OZPN
- mistrz: Legia Poznań

### Mistrzostwa Klasy A Śląskiego OZPN
- mistrz: 1. FC Katowice

### Mistrzostwa Klasy A Warszawskiego OZPN
- mistrz: Gwiazda Warszawa

### Mistrzostwa Klasy A Wileńskiego OZPN
- mistrz: WKS 1 ppLeg Wilno

### Mistrzostwa Klasy A Wołyńskiego OZPN
- mistrz: Hasmonea Równe

## Eliminacje o I ligę
O wejście do Ligi walczyło 13 drużyn, podzielonych na 4 grupy. Do finału wchodziły tylko mistrzowie grup.

### Tabela grupy I
|   | Klub              | M | Pkt | Z | R | P | Br+ | Br− | Uwagi |
| 1 | Legia Poznań      | 6 | 10  | 5 | 0 | 1 | 31  | 5   |       |
| 2 | ŁTSG Łódź         | 6 | 9   | 4 | 1 | 1 | 19  | 6   |       |
| 3 | Gwiazda Warszawa  | 6 | 3   | 0 | 2 | 4 | 3   | 30  |       |
| 4 | Polonia Bydgoszcz | 6 | 2   | 1 | 1 | 4 | 5   | 17  |       |

Legenda:
|  | Awans do półfinału |

### Wyniki
```
Legia Poznań                   xxx 2-1 14-0*3-0
ŁTSG Łódź                      3-2 xxx 3-0*3-0
Gwiazda Warszawa               0-4 0-7 xxx 2-1
Polonia Bydgoszcz              1-6 2-2 1-1 xxx
```

```
* Mecz Legia - Polonia 1-1, ŁTSG - Polonia 7-2 (zweryfikowany przez Radoń) zweryfikowany jako walkower.
* Mecz Gwiazda - ŁTSG (?) nie dokończono.
* Gwiazda - ŁTSG 2-3 według FUJI, 0-7 według Radoń.
* ŁTSG - Gwiazda 7-0 według FUJI, 3-0 według Radoń.
```

### Tabela grupy II
|   | Klub            | M | Pkt | Z | R | P | Br+ | Br− | Uwagi |
| 1 | Podgórze Kraków | 4 | 7   | 3 | 1 | 0 | 9   | 4   |       |
| 2 | 1. FC Katowice  | 4 | 4   | 2 | 0 | 2 | 13  | 9   |       |
| 3 | Warta Zawiercie | 4 | 1   | 0 | 1 | 3 | 6   | 15  |       |

Legenda:
|  | Awans do półfinału |

### Wyniki
```
Podgórze Kraków                xxx 3-1 2-0
1.FC Katowice                  1-2 xxx 6-2
Warta Zawiercie                2-2 2-5 xxx
```

### Tabela grupy III
|   | Klub             | M | Pkt | Z | R | P | Br+ | Br− | Uwagi |
| 1 | Polonia Przemyśl | 4 | 7   | 3 | 1 | 0 | 15  | 4   |       |
| 2 | WKS Unia Lublin  | 4 | 5   | 2 | 1 | 1 | 9   | 5   |       |
| 3 | Hasmonea Równe   | 4 | 0   | 0 | 0 | 4 | 1   | 16  |       |

Legenda:
|  | Awans do półfinału |

### Wyniki
```
Polonia Przemyśl               xxx 4-2 8-0
WKS Unia Lublin                1-1 xxx*3-0
Hasmonea Równe                 1-2*0-3 xxx
```

```
* Mecz WKS Unia - Hasmonea 2-2 (według Radoń) lub 0-2 (według FUJI)
* Hasmonea - Unia 0-1 zweryfikowany jako walkower (według Radoń)
```

### Tabela grupy IV
|   | Klub              | M | Pkt | Z | R | P | Br+ | Br− | Uwagi |
| 1 | WKS 1 ppLeg Wilno | 4 | 6   | 3 | 0 | 1 | 22  | 5   |       |
| 2 | WKS 76 pp Grodno  | 4 | 6   | 3 | 0 | 1 | 12  | 8   |       |
| 3 | WKS 4 dsp Brześć  | 4 | 0   | 0 | 0 | 4 | 3   | 24  |       |

Legenda:
|  | Awans do półfinału |

### Wyniki
```
1 p.p. leg. Wilno              xxx 4-0 6-2
76 p.p. Grodno                 0-2 xxx 6-0
4 dyon samoch. panc. Brześć    1-6 4-2 xxx
```

```
* 4 dyon samoch. panc. - 1 p.p. leg. 7-1 według FUJI, 1-6 według Radoń.
* 76 p.p. - 1 p.p. leg. 2-0 według FUJI, 0-2 według Radoń.
* Dane FUJI raczej nieprawidłowe. Inaczej mogło być trudnym dla piłkarzy 1 p.p. leg. zapewnić sobie pierwsze miejsce w grupie, a były one tego pewni.
```

## Półfinały
Legia Poznań – WKS 1 ppLeg Wilno 5-3, 1-0

Podgórze Kraków – Polonia Przemyśl 1-0, 2-1

## Finał
Podgórze Kraków – Legia Poznań 0-0, 1-1, 4-2
Podgórze Kraków zdobył prawo do gry w I lidze w 1933.